# 日本海大海戦 海ゆかば
『日本海大海戦 海ゆかば』（にほんかいだいかいせん うみゆかば）は、日本の歴史映画。東映系で1983年6月4日に公開された。カラー、ビスタサイズ、映倫番号:110894。
日露戦争での日本海海戦を扱った作品。戦艦三笠に乗り込んだ軍楽隊を中心に描かれている。 
同じ舛田利雄監督と笠原和夫脚本による『二百三高地』（1980年）、『大日本帝国』（1982年）と合わせ、「東映戦争3部作」と呼ばれる。3部作はいずれも公開時に一部のマスメディアから"反動的"という批判が上がったが、いずれも戦時下の最前線の地獄で血を流さなければならない戦士たちの衝突を活写する人間ドラマとなっている。3部作はいずれも戦地に赴く者を死なせたくないという女性の存在をしっかり描いたことも特徴の一つ。本作冒頭の要塞攻略シーンは、『二百三高地』から流用されている。三船敏郎は、1969年に東宝系で公開された『日本海大海戦』と同じ東郷平八郎役で出演している。また舛田監督＝笠原脚本のコンビは、本作の翌年舞台を東宝に移し、2人にとっても最後の戦争映画となる『零戦燃ゆ』を製作した。
あらすじ
日露戦争勃発から2年目の1905年、二百三高地の壮烈な戦いに勝利した日本軍は、日本海にてバルチック艦隊を迎え撃ち、日露戦争の勝敗を決しようとしていた。そんな折、軍楽隊隊員の神田源太郎（沖田浩之）は恋人の娼婦せつ（三原順子）の想いをふりきり、連合艦隊旗艦“三笠”に乗り込んだ…。

一軍楽隊隊員の目を通して、戦艦内部の兵士たちの日常や確執を描いている。クライマックスの海戦シーンも、艦内で傷つき斃れていく兵士たちの地獄絵図こそが中心となっており、たとえ勝ち戦であろうとも戦争が地獄であることを濃密に訴えている。連合艦隊旗艦“三笠”の軍楽隊に所属する若者たちの青春と生死を描いた戦争ドラマ。

## スタッフ
記載順、漢字表記はエンディングクレジットに準ずる。
- 監督：舛田利雄
- 企画：幸田清、幸田清、天尾完次、太田浩児
- 脚本：笠原和夫
- 撮影：飯村雅彦
- 特技監督：中野昭慶
- ナレーター：仲代達矢
- 録音：宗方弘好
- 照明：小林芳雄
- 美術：北川弘
- 編集：西東清明
- 助監督：蔦林淳望
- 音響効果：原尚
- 記録：勝原繁子
- 俳優担当：和田徹
- 製作調整：山田光男
- 擬斗：尾型伸之介
- 装置：開米慶四郎
- 装飾：岡万雄
- 背景：植田義明
- 特殊効果：大平特殊効果、久米攻
- 美粧：井上守
- 美容：石川靖江
- 衣装：久保里誉江、増田和子
- 宣伝担当：坂本年文、西尚久
- スチール：加藤光男
- 衣装考証：柳生悦子
- 方言指導：星野暁一
- 進行主任：石川通生
- 現像：東映化学

- 音楽：伊部晴美
- 軍楽隊指揮：堀籠次男
- 東京シティ・フィルハーモニック管弦楽団トランペット独奏：羽鳥幸次

- 企画協力：福地誠夫
- 実技指導：内田秀雄
- 協力：東郷神社、東郷会、三笠保存会、水交会、海軍文庫、藤田観光グループ・横須賀ワシントンホテル、国際プロ、東京衣裳、住友重機械工業株式会社、九十九島観光ホテル、全日空

特殊技術
- 撮影：山本武
- 照明：宮川清
- 美術：小村完
- 合成：宮西武史
- 操演：松本光司
- 特殊効果：渡辺忠昭
- 作画：塚田猛昭

音声技術協力
- レーザー録音：横浜シネマ現像所、LASERSOUND
- ノイズリダクション：東京芝浦電気株式会社、adresc、東映レーザーステレオ・サウンド

## キャスト
記載順、漢字表記はエンディングクレジットに準ずる。単独クレジットと並列クレジットは水平線で区切った。
- 三船敏郎（東郷平八郎）
- 沖田浩之（神田源太郎）
- 三原順子（木村せつ） - 神田源太郎の恋人
- 宅麻伸（尾形登） - 神田の同僚
- ガッツ石松（松田一機曹） - 機関部の責任者
- 横内正（秋山真之）
- 近藤洋介（伊地知彦次郎）
- 佐藤浩市（大上勇作） - 砲員長
- 坂井徹（島田太市） - 神田の部下
- 高月忠（喜多川与之助）
- 浅見小四郎
- 斉藤司
- 掛田誠
- 林恒寿
- 井田弘樹
- 二宮さよ子（千加）
- 伊藤敏孝（片山伊作）
- 谷村昌彦 - 尾形が下宿している家の主人
- 石井富子 - その妻
- 浜田寅彦（伊東祐亨）
- 稲葉義男（上村彦之丞）
- 山本清
- 原田樹世土
- 宮内洋
- 北村晃一
- 中田博久
- 永島暎子（片山の妻）
- 磯村健治

- 伊豆肇（山本機関総監）
- 早川雄三（片岡七郎）
- 長谷川一輝
- 佐伯赫哉
- 武内亨
- 尾型伸之介
- 長沢大
- 吉原正皓
- 原田力
- 達純一
- 高瀬将嗣
- 花かおる
- 原田君事
- 実吉角盛
- 亀山達也
- 田田田田
- 平井隆博
- 山本庄助
- 村山竜平
- 増田再起
- 長谷川裕二
- 星野暁一
- 藤井修二
- 杉欣也
- 曽雌達人
- 城春樹
- 村添豊徳
- 木下俊彦
- 田口和正
- 清水照夫
- 須藤芳雄
- 五野上力
- 葉山紘子
- 佐藤ひろみ
- 遠藤養一
- 城野宏

- 高品正広
- 南城竜也
- 水田清繁
- 吉野慶一
- 秋山敏
- 竹下良一
- 須賀良
- 小山昌幸
- 佐川二郎
- 山田光一
- 宮地謙吾
- 泉福之助
- 谷本小代子
- 八百原寿子
- 山本緑
- 章文栄
- 小甲登枝恵
- 伊藤慶子
- 吉崎泉
- 吉崎香
- 松永秀一
- 沢田浩二
- 渡辺明浩
- 深見辰二
- 梅津隆
- 内田修
- 斉藤四郎
- 藤沢慎介
- 松井修
- 栗田雅章
- 永田豪士
- 深谷章博
- 土屋正浩
- 竹内久和
- 宮下了次
- 西村光雄
- 劇団ひまわり
- 東映演技研究所

- 大島博樹
- 吉橋定夫
- 臺勝良
- 中村和正
- 鈴木勇人
- 三上祐之
- 小林茂樹
- 内田伸二
- 松井徹生
- 田村和夫
- 佐々木宏晃
- 対馬隆
- 砂川公秀
- 向田尚央
- 大木孝一
- 濁川広明
- 安田文孝
- 斉藤進児
- 土肥正典
- 酒井タケシ
- 新田直人
- 横道克彦
- 芹沢隆博
- 境健治
- あおい輝彦（小賀武志）※『二百三高地』映像流用
- 新沼謙治（木下九市）※『二百三高地』映像流用
- 佐藤允（牛若寅太郎）※『二百三高地』映像流用

- 伊東四朗（丸山寿次郎） - 軍楽隊の責任者
- 平幹二朗（明治天皇）
- 丹波哲郎（山本権兵衛）

## 製作
製作の公表は1982年2月で「東映の来年（1983年）の大作二作が7月にクランクイン。一つは、来年正月第二弾公開の深作欣二監督、尾崎士郎原作の『人生劇場』。脚本が5月下旬に第一稿完成、10月初号完成の予定。もう一つは、来年夏公開の大作『日本海大決戦』（監督・舛田利雄、脚本・笠原和夫、原作・江藤淳）。年内クランクアップ、来春完成のスケジュールになっている』と告知された。製作費13億円。

## 評価
脚本の笠原和夫が「またぞろ東郷平八郎を正面から描いても仕方あるまい」と、軍楽隊を扱うことにした。海軍の軍楽隊が戦闘に参加したのは日本海海戦だけで、これは使えると直感し変化球勝負に出た。結果、岡田茂東映社長（当時）は「近年稀に見るええ本やったけど、映画になったらあかんわ。あの監督、音楽的才能ないな」と総括した。

## エピソード
- 脚本の笠原和夫は、本作終了後、東宝で『零戦燃ゆ』の脚本を書いた後、岡田茂東映社長（当時）に呼ばれ、「"昭和天皇の映画"を作ってほしいと瀬島龍三から頼まれた、お前頼む」と脚本執筆の指示を受けた[6][7]。脚本は書き上がり、入江相政侍従長や瀬島にも見てもらい、岡田社長からもOKが出た[6]。しかし宮内庁などの反対を喰らい頓挫[6][7]。その後、5、6年の間、出来そうで出来ない状態が続き結局ボツに。力を入れた脚本が流れた笠原は大きなショックを受け、これ以降仕事に力が入らなくなってしまったという[6]。シナリオは『en-taxi』 第29号（2010年4月20日発行、扶桑社）別冊付録に収録されている[7]。

## その他
- ヨドバシカメラが50000円以上購入した顧客を対象に本映画の鑑賞券をプレゼントするキャンペーンを実施していた。
- MSXのレーザーディスクゲームとしてゲーム化された。発売元はレーザーディスク社。

## 映像ソフト
- 『日本海大海戦海ゆかば』【DVD】（2011年11月1日、東映）
- 『日本海大海戦海ゆかば』【限定盤】（2014年7月11日、東映）
- 『日本海大海戦海ゆかば』【Blu-ray】（2015年8月5日、東映）

## ネット配信
- 東映シアターオンライン（YouTube）：2023年5月19日21:00（JST） - 同年6月2日20:59（JST）